# Itaberaba (kommun)
Itaberaba är en kommun i Brasilien.   Den ligger i delstaten Bahia, i den östra delen av landet, 900 km öster om huvudstaden Brasília. Antalet invånare är 61 623.
Följande samhällen finns i Itaberaba:
- Itaberaba

Omgivningarna runt Itaberaba är huvudsakligen savann. Runt Itaberaba är det ganska glesbefolkat, med 25 invånare per kvadratkilometer.